# Gerhard Kämpfe
Gerhard Kämpfe (* 14. Oktober 1948 in Hamburg als Gerhard Paul Kämpfe) ist ein deutscher Festival-Veranstalter, Musikproduzent und gemeinsam mit Constanze Mitter künstlerischer Leiter des Kurt-Weill-Festes in Dessau-Roßlau.

## Leben und Wirken
Kämpfe ist der Sohn eines Kaufmanns. Er absolvierte seine schulische Ausbildung in Hamburg und arbeitete dann zunächst als Werbekaufmann in Wien und Paris, wo er auch als Schauspieler und Musiker wirkte. Als Komiker trat Kämpfe in den 1980er Jahren auch unter dem Pseudonym Ignaz Kimme in Erscheinung.
1969 ging er nach Berlin und war seit Anfang der 1970er Jahre als Musikproduzent tätig. Er produzierte bzw. managte unter anderem Detlev, Roland Kaiser, Georg Danzer, Bernhard Brink und Giora Feidman und ist für verschiedene Major Record Companies wie Universal/Polydor, WEA und für Sony BMG in unterschiedlichen musikalischen Genres tätig. Er schrieb Drehbücher für Rundfunk und Fernsehen sowie Bühnenprogramme.
Kämpfe engagiert sich insbesondere in der Berliner Musik- und Kulturszene. So erarbeitete er Anfang der 1990er Jahre im Team die neue Struktur des Revuetheaters Friedrichstadt-Palast. Mit dem Ensemble produzierte er die erste Tournee durch die Bundesrepublik und war später unter anderem Co-Autor der Revue „Classics“.
Gemeinsam mit Wilfried Bergholz, Jürgen Hagen und anderen gründet Gerhard 1991 die Media online Kindershow GmbH, die das damals so genannte Theater des Ostens in Karlshorst betrieb und die Kinderlieder-Szene der DDR unterstützte.
1992 gründete Kämpfe das Berliner Festival Classic Open Air am Gendarmenmarkt und ist seitdem Direktor dieses Festivals, das er seit 1998 gemeinsam mit Mario Hempel leitet. Im Jahr 1994 initiierte er das Classic Open Air in Magdeburg. Er ist außerdem seit 2006 künstlerischer Leiter der Pyronale und seit 2016 Intendant der Jüdischen Kulturtage Berlin.
Nachdem Kämpfe bereits 2018 und 2019 Mitglied des künstlerischen Leitungsteams des Dessauer Kurt-Weill-Festes war, wurde er 2020 zum Intendanten des Festes berufen und hat diese Position mit dem Kurt-Weill-Fest 2021 übernommen.
Ferner lehrt er als Dozent an der Hochschule für Musik Hanns Eisler Berlin im Fachbereich Kulturmanagement.

### Familie
Gerhard Kämpfe ist mit Schauspielerin und Regisseurin Nadine Schori verheiratet. Sie haben zwei Kinder, Maximilian Kämpfe aus Kämpfes erster Ehe und Mascha Schori aus der jetzigen.

### Bühnenprogramme
Kämpfe tritt zudem im Rahmen von Bühnenprogrammen gemeinsam mit verschiedenen Künstlern auf. Anlässlich der Jüdischen Kulturtage Berlin gestaltete er gemeinsam mit Katharina Thalbach das Programm Lerne lachen, ohne zu weinen und trat mit diesem Programm sowie mit dem Programm Gott lacht mit seinen Geschöpfen, nicht über seine Geschöpfe 2020 im Renaissance-Theater Berlin auf, mit unter anderem Sharon Brauner, Winnie Böwe, Nadine Schori, Ingo Naujoks, Felix von Manteuffel und Karsten Troyke. Mit Troyke gestaltete er einen Programmpunkt des Kurt-Weill-Festes mit jiddischen Witzen und Rezitationen von Oliver Polak und Ephraim Kishon.

## Classic Open Air
Das 1992 von Kämpfe gegründete Berliner Classic Open Air ist ein jährlich auf dem Gendarmenmarkt stattfindendes Festival mit klassischen Konzerten sowie Pop-, Jazz- und Rockmusik. Es traten bisher zahlreiche international bekannte Künstler auf, unter vielen anderen José Carreras, Montserrat Caballé, Lucia Aliberti, Thomas Quasthoff, José Cura, Ramón Vargas, René Kollo, Marcelo Álvarez, Udo Jürgens, Angelika Milster, Helmut Lotti, Chris de Burgh, Peter Maffay, Paul Kuhn, Till Brönner, Xavier Naidoo, die Scorpions und der Buena Vista Social Club. Es spielten renommierte Orchester wie das Russische Nationalorchester, die Berliner Symphoniker und das Konzerthausorchester Berlin unter der Leitung von Christoph Eschenbach, Robert Reimer, Golo Berg und anderen. Konzerte des Festivals wurden im Fernsehen übertragen.
1994 initiierte Kämpfe außerdem das Classic Open Air in Magdeburg.

## Auszeichnungen
- 2021: Verdienstorden des Landes Berlin[23]
- 13 Goldene Schallplatten

## Diskografie und Veröffentlichungen

### Als Mitautor und Arrangeur (Auswahl)
- 1975: Detlev, So Schwul Kann Doch Kein Mann Sein
- 1978: Georg Danzer, Liederbuch
- 1978: Waterloo & Robinson, Himmel, Donner, Arm Und Zwirn
- 1979: Bernhard Brink, Madeleine
- 1980: Detlev, Ich Bin So Warm Wie Du
- 2010: Bernhard Brink, Frei Und Abgebrannt - Seine Frühen Erfolge

### Als Produzent (Auswahl)
- 1975: Georg Danzer, Nackter Mann Auf Der Reeperbahn / Leo Langbein
- 1976: Detlev, Komm' Unter Meine Decke (Schwulitätenversion)
- 1977: Georg Danzer, Unter Die Haut
- 1979: Dunja Rajter, Ich Überleb's (I Will Survive-Cover)
- 1981: Veronika Fischer, Halt Mich Fest
- 1990: Ines Paulke, Ich Wollt' Es Wäre Nacht
- 2002: Erkan Aki, Songs For Lovers
- 2003: Thomas Wohlfahrt & Die Berliner Symphoniker, Amazing
- 2016: Danzer, Lass Mi Amoi No D'Sunn Aufgeh' Segn, Konzert-Höhepunkte

### Als Herausgeber
- 2002: Classic Open Air am Gendarmenmarkt. Die Geschichte eines Festivals. Bostelmann & Siebenhaar, Berlin, ISBN 3-934189-77-6